# Guy Standing (Schauspieler)

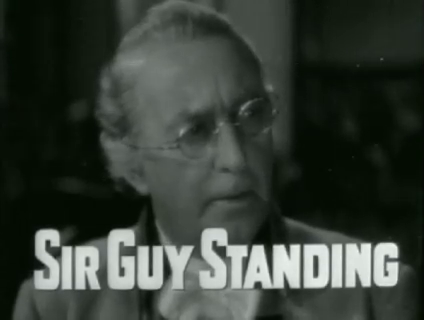
Sir Guy Standing (1936)

Sir Guy Standing KBE (* 1. September 1873 in London; † 24. Februar 1937 in Hollywood, Kalifornien) war ein britischer Film- und Theaterschauspieler sowie Marineoffizier.

## Leben
Guy Standing wurde als Sohn des bekannten Schauspielers Herbert Standing (1846–1923) geboren. Wie sein Vater wurde er Schauspieler und trat am britischen und amerikanischen Theater auf. Seine Brüder Jack, Herbert Jr., Percy und Wyndham schlugen ebenfalls entsprechende Laufbahnen als Schauspieler ein.
Am Broadway hatte er von 1896 bis zu seinem Tod insgesamt 31 Auftritte. 1914 hatte er zwei kleine Filmrollen.  Er meldete sich beim Ausbruch des Ersten Weltkrieges als Freiwilliger bei der Royal Naval Reserve. Standing erreichte während des Krieges den Rang eines Commanders. Für eine diplomatische Mission in die USA wurde Standing 1918 zum Commander of the British Empire (CBE) ernannt, ein Jahr darauf zum Knight Commander. Nach Kriegsende kehrte er wieder zur Schauspielerei zurück. Paramount Pictures verpflichtete Sir Guy 1933, dort wurde er bis zu seinem Tod in 18 Filmen besetzt. Ähnlich wie C. Aubrey Smith verkörperte er meist ehrwürdige Aristokraten, Geschäftsmänner und Generäle in größeren Nebenrollen. Sein erster Film war The Story of Temple Drake mit Miriam Hopkins in der Hauptrolle. Zu seinen bekannteren Filmen zählen Die schwarze Majestät, Bengali sowie Signale nach London. In kleineren Produktionen übernahm er auch Hauptrollen.
Am 24. Februar 1937 erlitt Standing völlig überraschend auf dem Hollywood Boulevard einen Herzinfarkt und starb. Es wird darüber spekuliert, dass eine vorherige Vergiftung durch einen Schlangen- oder Spinnenbiss den Herzinfarkt verursachte. Im Laufe seines Lebens war er mit den Schauspielerinnen Isabelle Urquhart, Blanche Burton und Dorothy Hammond verheiratet. Mit seiner dritten Frau Dorothy Hammond (1876–1950) hatte er zwei Kinder. Diese Kinder, Guy Standing Jr. (1904–1954) und Kay Hammond (1909–1980), arbeiteten ebenfalls als Schauspieler. Sein Enkel Sir John Standing (* 1934) ist gleichfalls als Film- und Theaterdarsteller tätig.

## Filmografie
- 1914: True Irish Hearts
- 1914: Alone in New York
- 1933: The Story of Temple Drake
- 1933: The Eagle and the Hawk
- 1933: Midnight Club
- 1933: Wiegenlied (Cradle Song)
- 1933: Hell and High Water

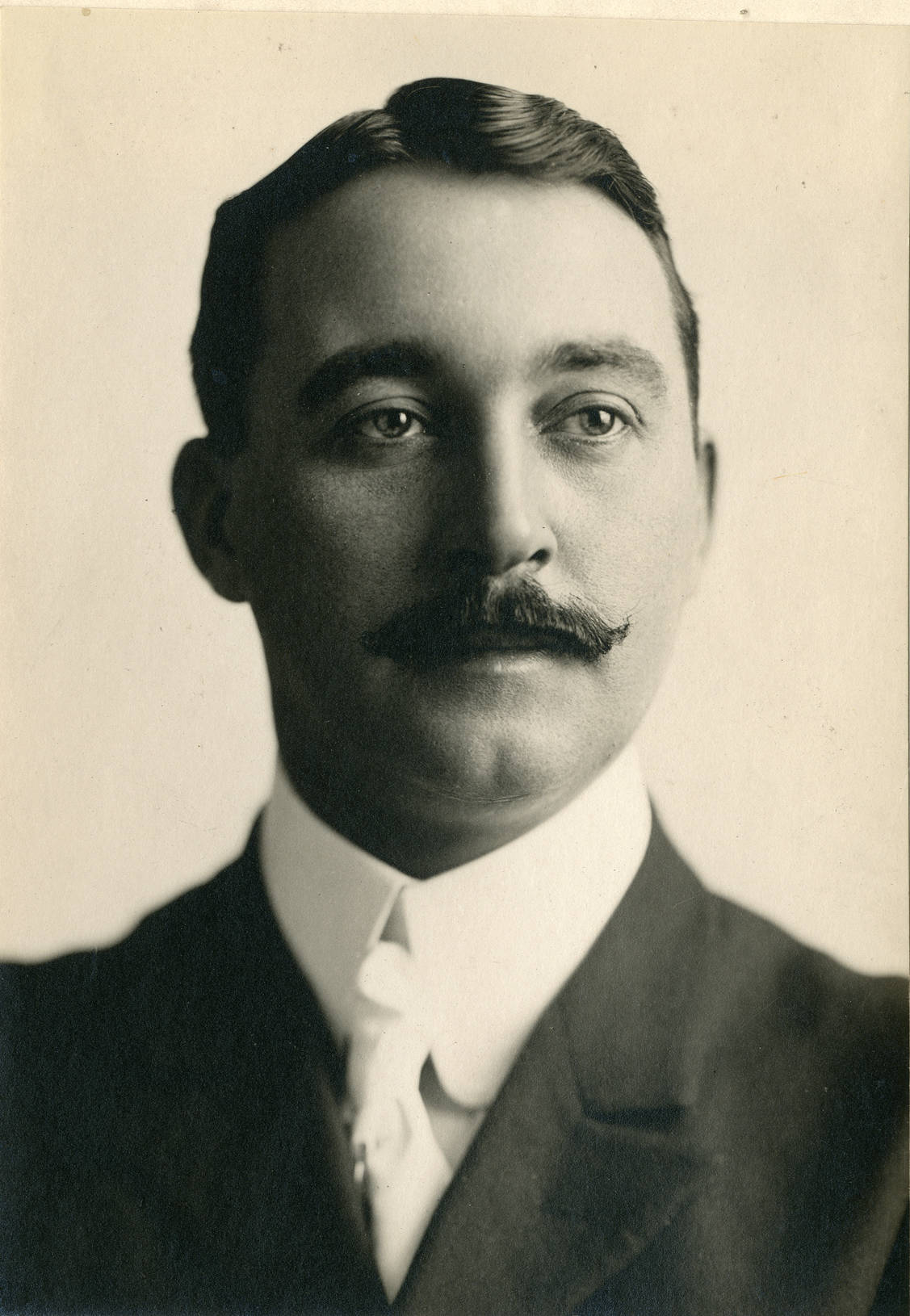
Guy Standing (um 1906)

- 1934: Die schwarze Majestät (Death Takes a Holiday)
- 1934: The Witching Hour
- 1934: Double Door
- 1934: Treffpunkt: Paris! (Now and Forever)
- 1935: Bengali (The Lives of a Bengal Lancer)
- 1935: Polizeiauto 99 (Car 99)
- 1935: Sein letztes Kommando (Annapolis Farewell)
- 1935: The Big Broadcast of 1936
- 1936: Palm Springs
- 1936: The Return of Sophie Lang
- 1936: I’d Give My Life
- 1936: Signale nach London (Lloyd’s to London)
- 1937: Bulldog Drummond: Der Mord im Nebel (Bulldog Drummond Escapes)